# Madame Paillé
Pour les articles homonymes, voir Paillé.
Madame Paillé, aussi orthographié Madame Payé, Madame Payet ou Madame Paillet, de son état-civil Suzanne Amomba épouse Paillé, est une personnalité guyanaise née dans la seconde moitié du XVIIe siècle, sans doute entre 1670 et 1685, et morte en 1755 à Cayenne, connue pour ses bonnes œuvres au profit des écoles de Guyane.

## Biographie
Madame Paillé est née en Afrique (sans doute dans le golfe de Guinée) dans la seconde moitié du XVIIe siècle et sa date de naissance ou d'arrivée en Guyane reste encore indéterminée. Elle arrive en Guyane en tant qu'esclave au service du lieutenant François de la Mothe Aigron qui l'affranchira au début du XVIIIe siècle. Elle épouse le soldat Jean Paillé le 29 juin 1704 (peut-être 1713).
Les époux obtiennent des terres à Macouria en 1709 dans la zone de Belle-Terre et y créent une habitation, l'habitation la Courbary, qui exportera de l'indigo, du roucou, du café et du cacao et qui comptera jusqu'à 66 ou 67 esclaves. Jean Paillé décède en 1739 (peut-être 1746) et lègue l'intégralité des biens à sa femme, le couple n'ayant pas d'enfants. Après la mort de Jean Paillé, Madame Paillé poursuit l'exploitation de l'habitation.
Madame Paillé, au terme d'une bataille judiciaire visant à la mettre sous tutelle, rédigera en 1748 un testament au terme duquel elle fait don de son habitation, des 55 esclaves qui y résident et la somme de 6 435 livres pour « établir des écoles pour que les enfants de l'un et l'autre sexe puissent recevoir l'éducation chrétienne convenable à leur état ».

## Sources
- France-Guyane - Suzanne Amomba, la négresse devenue libre
- Blada.com - Suzanne Amomba Paillé, une femme guyanaise
- Académie de Toulouse - Ensemble documentaire sur Suzanne Momba Paillé, une esclave affranchie de Guyane [PDF]
- Article sur Gallica